# Pałac w Sadowicach
Pałac w Sadowicach – zabytkowy pałac we wsi Sadowice.

## Historia
Pierwotny pałac istniał w tym miejscu w 1574 (XVI w.). Gottlob Albrecht von Saurma (ur. 1743) w 1798 r. przebudował obiekt w stylu klasycystycznym. W pierwszej połowie XIX w. pałac był własnością hr. von Stosch auf Manze z Mańczyc. W 1903 r. rozbudowano obiekt przez dobudowanie bocznych pawilonów. Ostatnim, niemieckim, właścicielem dóbr na prawie rycerskim do 1945 r. był Gustav von Johnston, porucznik armii cesarskiej. Po zakończeniu II wojny światowej budynek niszczał. Pierwszy, kapitalny, remont miał miejsce w 1968 r. Szerokiej przebudowie pałac uległ w 1977 r. Jest siedzibą Zakładu Poprawczego Ministerstwa Sprawiedliwości. Zabytek jest częścią zespołu pałacowego, w skład którego wchodzi jeszcze park.

## Opis
Parterowy pałac kryty dachem mansardowym z lukarnami. Od frontu portyk, potrzymujący balkon z kamienną balustradą zawierającą w centralnym miejscu kartusz z herbami: Gustava von Johnston und Kroegeborn (1869-1933) (po lewej) i jego żony Leonie Elisabeth von Kalckreuth (1882-1957) (po prawej).

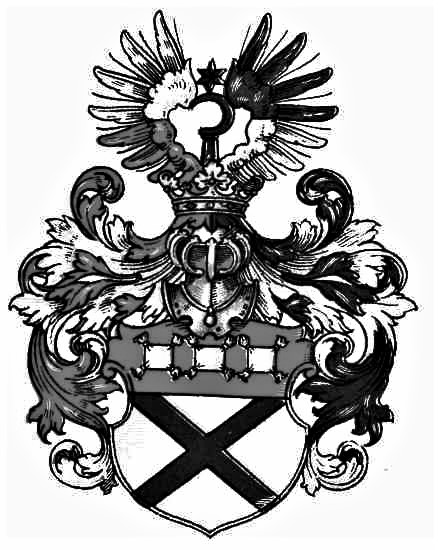
Herb Gustava von Johnston
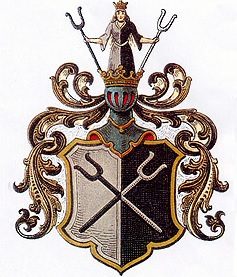
Herb  Leonie von Kalckreuth